# Nokia Lumia 920
Das Nokia Lumia 920 ist ein Smartphone der Lumia-Serie des finnischen Herstellers Nokia, das mit diversen Verbesserungen das zuvor erschienene Lumia 900 als neues Nokia-Spitzenmodell ablöste. Es ist seit Anfang November 2012 verfügbar. Am 14. Mai 2013 wurde das Nachfolgemodell Nokia Lumia 925 vorgestellt, das mit AMOLED-Display und Aluminium-Cover um ein Viertel leichter ist.

## Technische Daten
Das Lumia 920 ist nach Lumia 900, Lumia 800, Lumia 710 und Lumia 610 das fünfte Nokia-Smartphone-Modell mit dem Betriebssystem Windows Phone von Microsoft, wobei erstmals die Version 8 zum Einsatz kommt. Das Gerät ist in einem als Monoblock gefertigten Polycarbonat-Gehäuse mit den Abmessungen 130,3 mm × 70,8 mm × 10,7 mm untergebracht, verfügt über einen 1,5-GHz-DualCore-Prozessor von Qualcomm (Snapdragon S4 Plus MSM8960), einen Arbeitsspeicher von 1 GB sowie einen nicht erweiterbaren Massenspeicher von 32 GB, Rein optisch ähnelt es stark dem ersten Modell der Serie, dem Lumia 800, ist jedoch größer und besser ausgestattet. Das Lumia 920 bietet einen 4,5 Zoll messenden IPS-Touchscreen mit ClearBlack-Technologie und eine Auflösung von 1.280 × 768 Pixeln (WXGA) bei einer Pixeldichte von 332 ppi und eine 1,2-Megapixel-Kamera auf der Vorder- und eine 8,7-Megapixel-Digitalkamera auf der Rückseite.
Erhältlich war das Lumia 920 zunächst in den Farben Gelb, Rot, Grau, Weiß und Schwarz, in den USA für AT&T auch in Cyan. Seit März 2013 ist das Gerät auch in der Farbe Cyan allgemein verfügbar.
Das Lumia 920 unterstützt GSM- und WCDMA-/UMTS-Netze. Zusätzlich sind LTE-Mobilfunkverbindungen in den Frequenzbändern 1 (2100 MHz), 3 (1800 MHz), 7 (2600 MHz), 8 (900 MHz) und 20 (800 MHz) möglich, die aber einen höheren Stromverbrauch zur Folge haben und damit die Akkulaufzeit verkürzen. Datenverbindungen können in GSM-Netzen über EDGE, bei UMTS-Verbindungen per HSDPA+ mit maximal 42 Mbps und bei LTE mit einer höchstmöglichen Datenrate von 100 Mbps hergestellt werden; WLANs werden bis zum Standard 802.11n unterstützt.
Die spezifische Absorptionsrate (SAR-Wert) beträgt nach Angaben des Herstellers 0,70 W/kg. Als SIM-Karte wird eine Micro-SIM-Karte benötigt.

## Funktionen
Als erstes Windows-8-Smartphone wurde für das Lumia 920 die kostenlose und vollwertige Navigationssoftware Nokia Drive überarbeitet; die länderspezifischen Karten können per WLAN oder Mobilfunknetz auf das Gerät heruntergeladen werden, womit eine Offline-Navigation möglich ist. Zudem wurden die Applikationen Nokia Maps und Nokia Transportation erneuert. Neu ist die App Nokia City Lens, womit die Kartenanwendung um Augmented-Reality-Funktionen erweitert wurde.
Das Lumia 920 verwendet die PureView-Technik und besitzt als erste Smartphonekamera eine optische Bildstabilisierung; damit werden rucklige Bewegungen beim Aufnehmen eines Fotos oder Videos vermindert sowie Nachtaufnahmen bei ungünstigen Lichtverhältnissen möglich. Des Weiteren kann das Smartphone per Induktion nach dem Qi-Standard drahtlos aufgeladen werden. Ein drahtloses Ladegerät gehört aber nicht zum Lieferumfang. Die beim Bildschirm verwendete PureMotion-HD+-Technik sorgt für eine scharfe Darstellung auch beim Scrollen von Bildschirminhalten, zudem kann der Touchscreen auch mit Handschuhen bedient werden.

Nokia Lumia 920 in verschiedenen Perspektiven und Farben
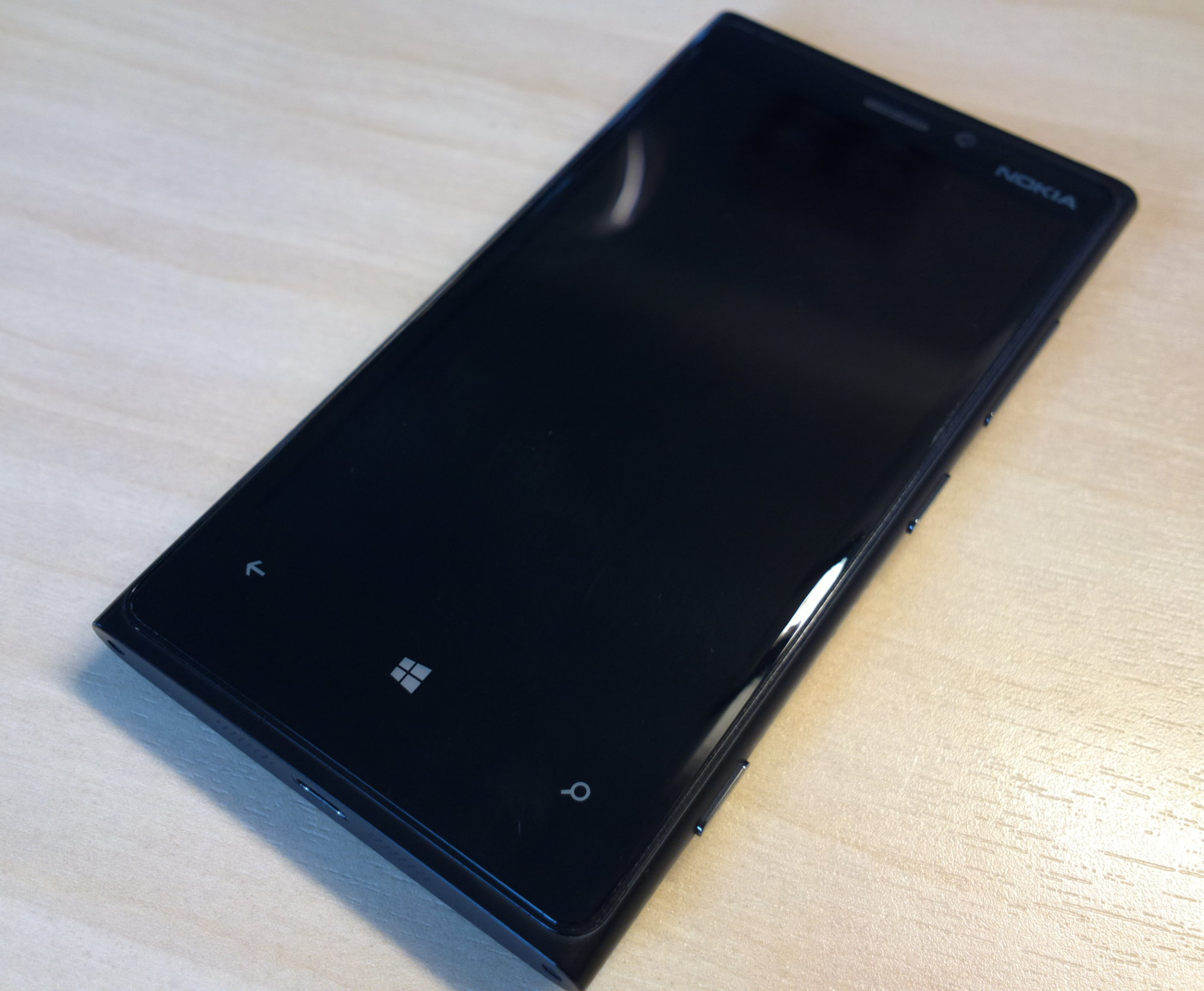
Nokia Lumia 920 in schwarz
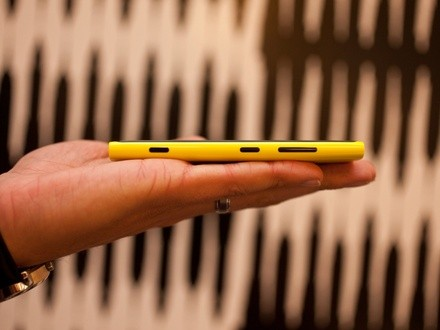
Nokia Lumia 920 aus seitlicher Perspektive
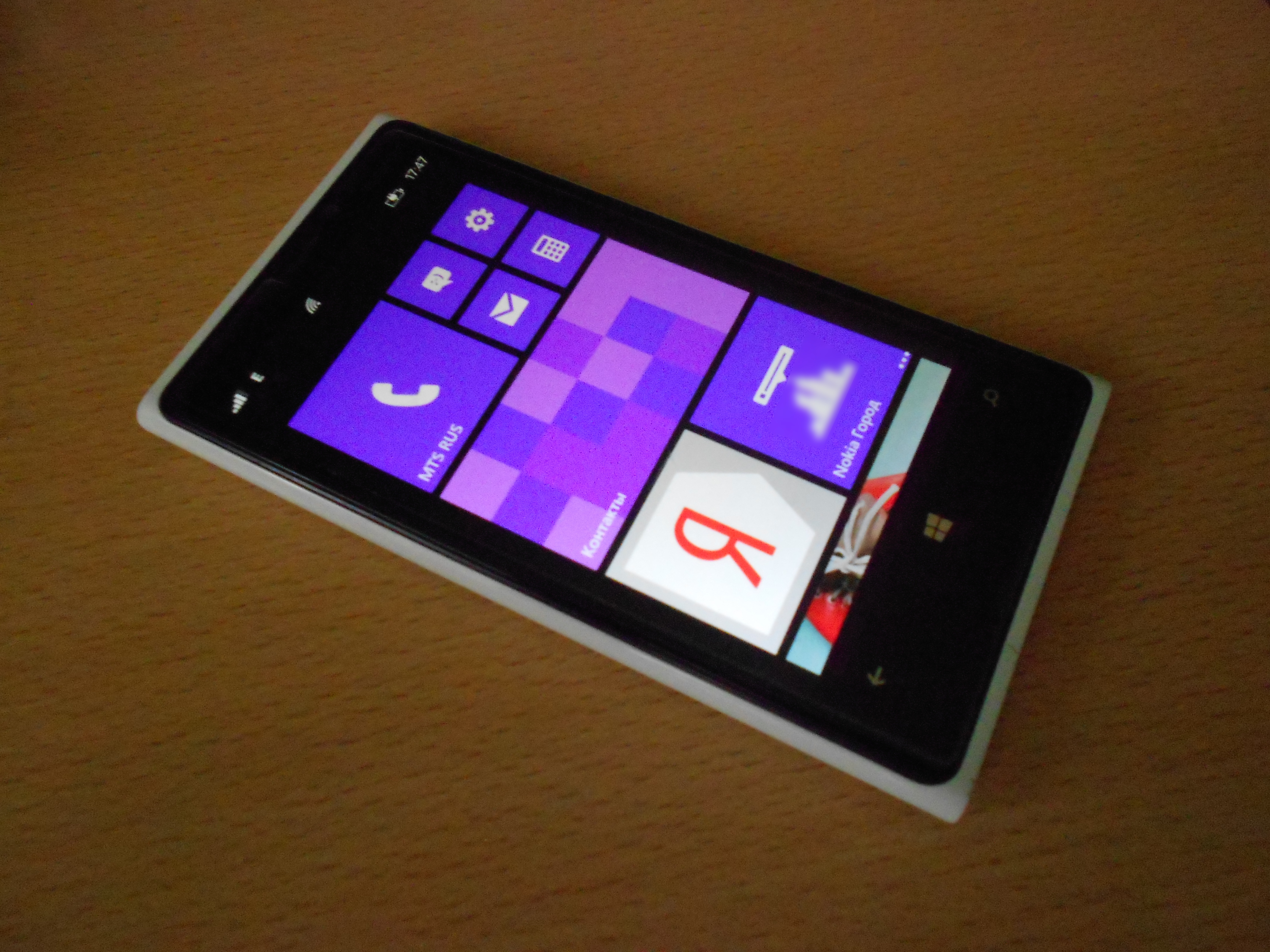
Nokia Lumia 920 in weiß
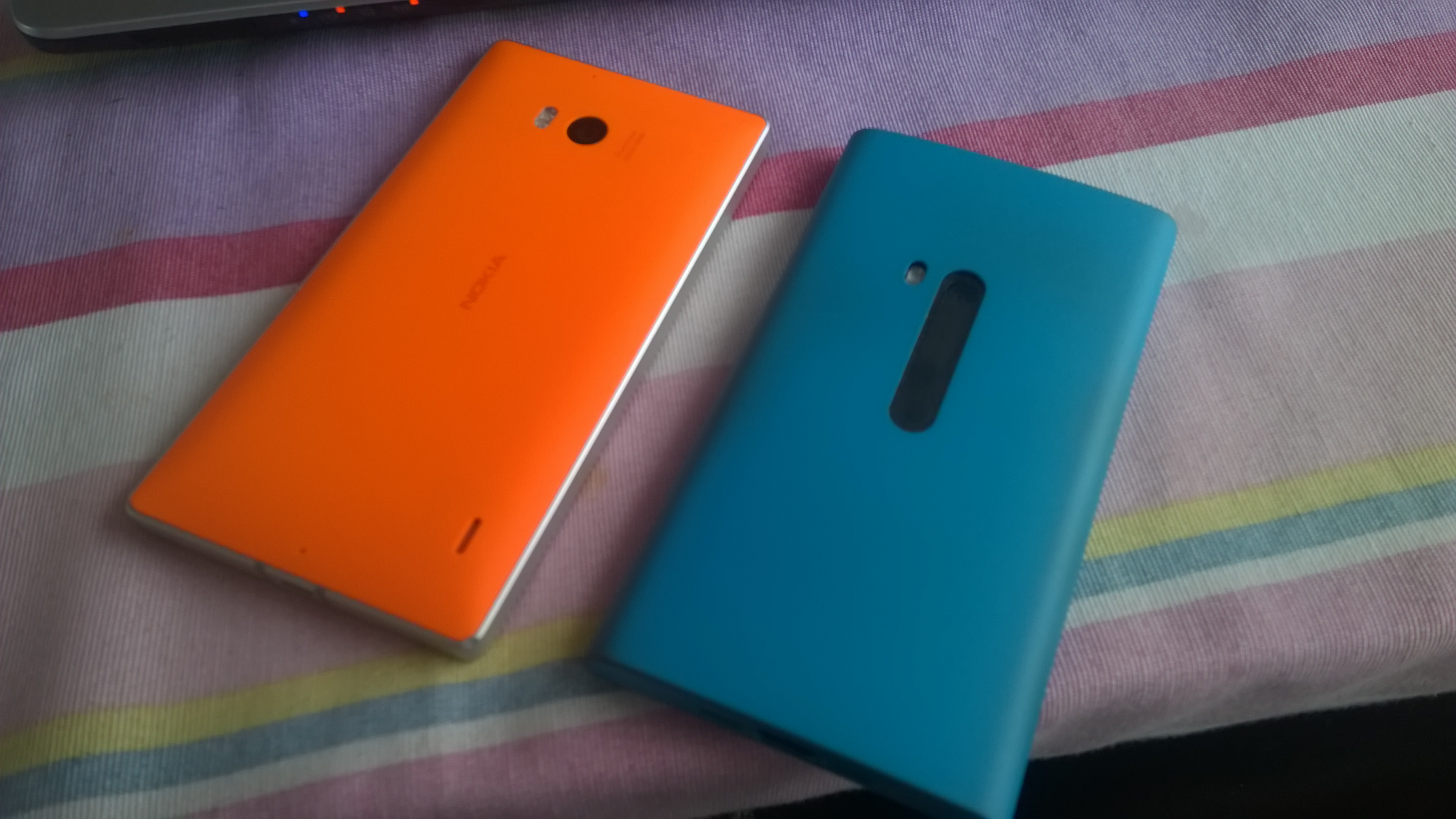
Nokia Lumia 920 in cyan, neben dem Nokia Lumia 930
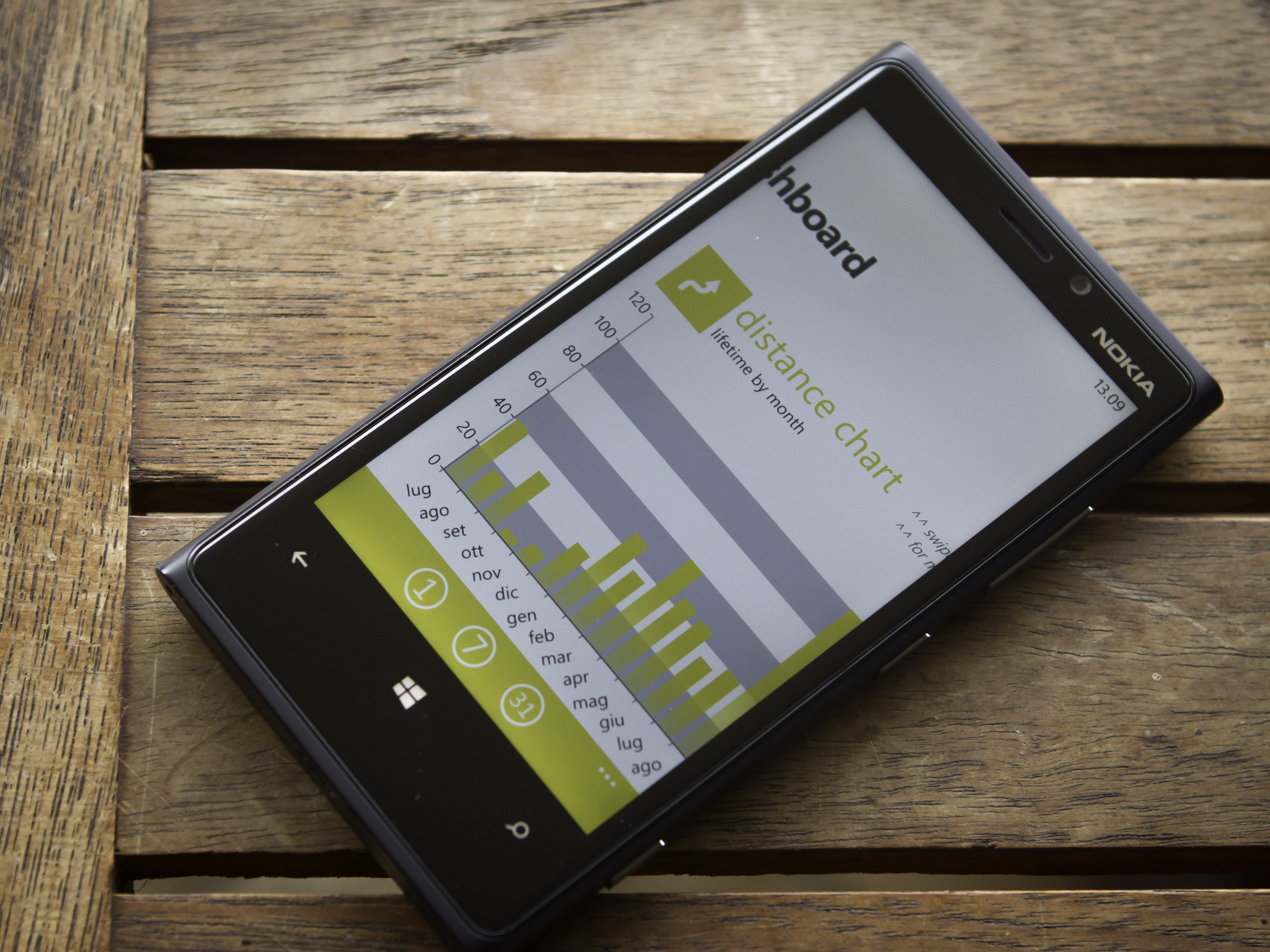
Lumia 920 in schwarz

## Einführung und Verkauf
Das Nokia Lumia 920 wurde am 5. September 2012 zusammen mit dem Lumia 820 auf einer Pressekonferenz von Nokia und Microsoft in New York von den beiden CEOs Stephen Elop und Steve Ballmer offiziell vorgestellt. Der Verkauf hat im November des Jahres 2012 begonnen.
In Deutschland begann der Verkauf bei Vodafone, Mobilcom-debitel sowie im freien Handel am 5. November 2012.
In der Schweiz findet der Verkaufsstart zu Beginn des Monats Dezember 2012 exklusiv bei Swisscom statt.
Nokia konnte mit China Mobile den mit 680 Millionen Kunden größten Provider Chinas gewinnen, der das Gerät mit dem Mobilfunkstandard TD-SCDMA angeboten hat. In den Vereinigten Staaten war das Smartphone exklusiv bei AT&T erhältlich.
Der Preis betrug zur Einführung im Onlinehandel für die Lieferung innerhalb Deutschlands etwa 600 Euro. Der Preis im Ausland variiert, der Verkauf lief sehr gut an. In Großbritannien (bei Clove, dem dortigen Vertreiber), in Australien und in einigen Walmart-Filialen in den USA war das Gerät zeitweise ausverkauft. Konkrete Zahlen lagen jedoch nicht vor.

## Auszeichnungen
Im Jahr 2012 wurde das Nokia Lumia 920 mit zwölf Media Awards ausgezeichnet:
- Gizmodo Australia – Best Mobile Phone of 2012, Readers Choice Award
- CNET – The Best High End Smartphone
- V3.co.uk – Top Smartphone
- International Forum Design, Germany – iF Award for Outstanding Design
- Mobile Magazine, Denmark – Mobil Award for Best Smartphone Design
- The Next Web – Best Smartphones of 2012
- Mobil, Sweden – Top Score Award
- Arstechnic – Best Productivity Phone, Best Camera Phone, Best Mapping Phone
- Mashable – Top 25 Tech of 2012
- Mybroadband, South Africa – Top Smartphone of the Year
- BGR – Best AT&T Smartphone

Im Jahr 2013 erhielt das Nokia Lumia 920 auch den Mobile News Award für das innovativste Handset.

## Kritik
Bei der Präsentation des Geräts wurde der optische Bildstabilisator der Kamera gepriesen und Videos gezeigt, die suggerierten, mit dem Lumia 920 gedreht worden zu sein. Als bekannt wurde, dass diese Aufnahmen mit einer professionellen Filmkamera aufgenommen worden waren, entschuldigte sich Nokia für den Vorfall. Nokia bot den Aufdeckern des Vorfalls im Nachgang die Möglichkeit, die Qualität von Nachtaufnahmen selbst zu überprüfen. Die Foto- und Videoqualität konnte daraufhin mit Prototypen von Dritten getestet werden.
Die Leserschaft des Mobilfunk-Fachmagazins Areamobile.de wählte das Lumia 920 zum "Smartphone des Jahres 2012". Der Test des Magazins im November 2012 ergab eine Gesamtbewertung von 88 % (sehr gut).
Im Test der Zeitschrift Connect punktet das Gerät vor allem in den Bereichen Gehäuse, Display und Kamera. Geringe Abzüge gab es für das hohe Gewicht sowie für die in Senderichtung niedrige Lautstärke beim Telefonieren.
Auch das Onlineportal Netzwelt unterzog das Lumia 920 einem ausführlichen Test und kam zu einem durchweg positiven Fazit.
In der test-Ausgabe 3/2013 der Stiftung Warentest wurde das Lumia 920 als eines der besten Windows-Phone-8-Smartphones mit dem Qualitätsurteil gut (2,4) bewertet. Die Qualität der besten Android- und iOS-Geräte erreiche es aber nicht.